# Oreopanax stenophyllus
Espèce
Statut de conservation UICN

 VU B1+2c : Vulnérable
Oreopanax stenophyllus est une espèce de plantes à fleurs de la famille des Araliaceae.

## Publication originale
- Botanische Jahrbücher für Systematik, Pflanzengeschichte und Pflanzengeographie 42: 157. 1908.